# Polypedilum okiharaki
Polypedilum okiharaki är en tvåvingeart som beskrevs av Sasa 1991. Polypedilum okiharaki ingår i släktet Polypedilum och familjen fjädermyggor. Inga underarter finns listade i Catalogue of Life.